# Murinsel

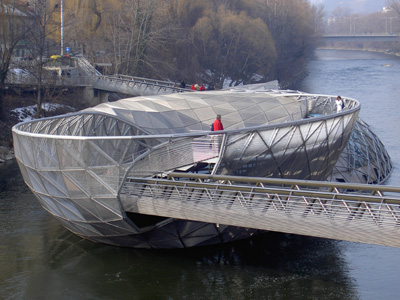
La Murinsel

La Murinsel (in italiano isola sulla Mura), chiamata anche Acconci-Insel, è una piattaforma artificiale a forma di conchiglia costruita nel fiume Mura a Graz, in Austria.
L'isola fu creata in occasione dell'anno di Graz capitale europea della cultura, nel 2003, secondo il progetto dell'architetto newyorkese di origini italiane Vito Acconci.
La costruzione, che ospita una terrazza e un bar (una café lounge) alla moda, ha una lunghezza di 50 metri ed è larga 20 metri, con la possibilità di ospitare fino a 350 visitatori.

## Galleria d'immagini

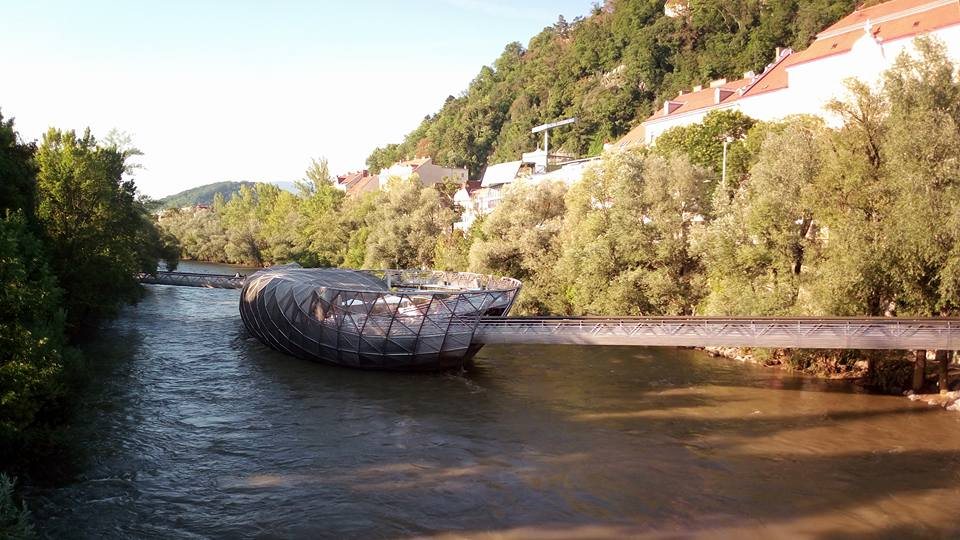
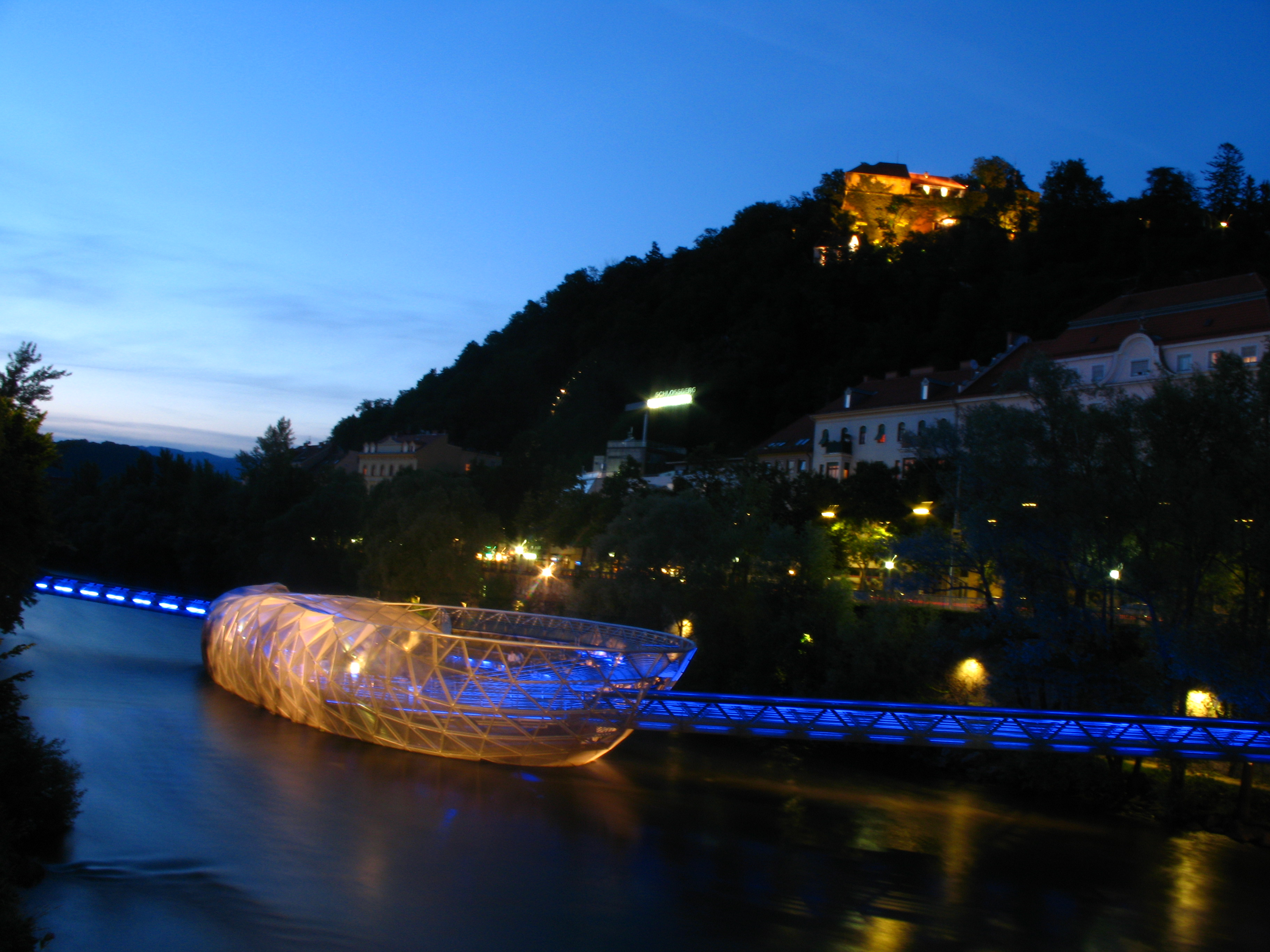
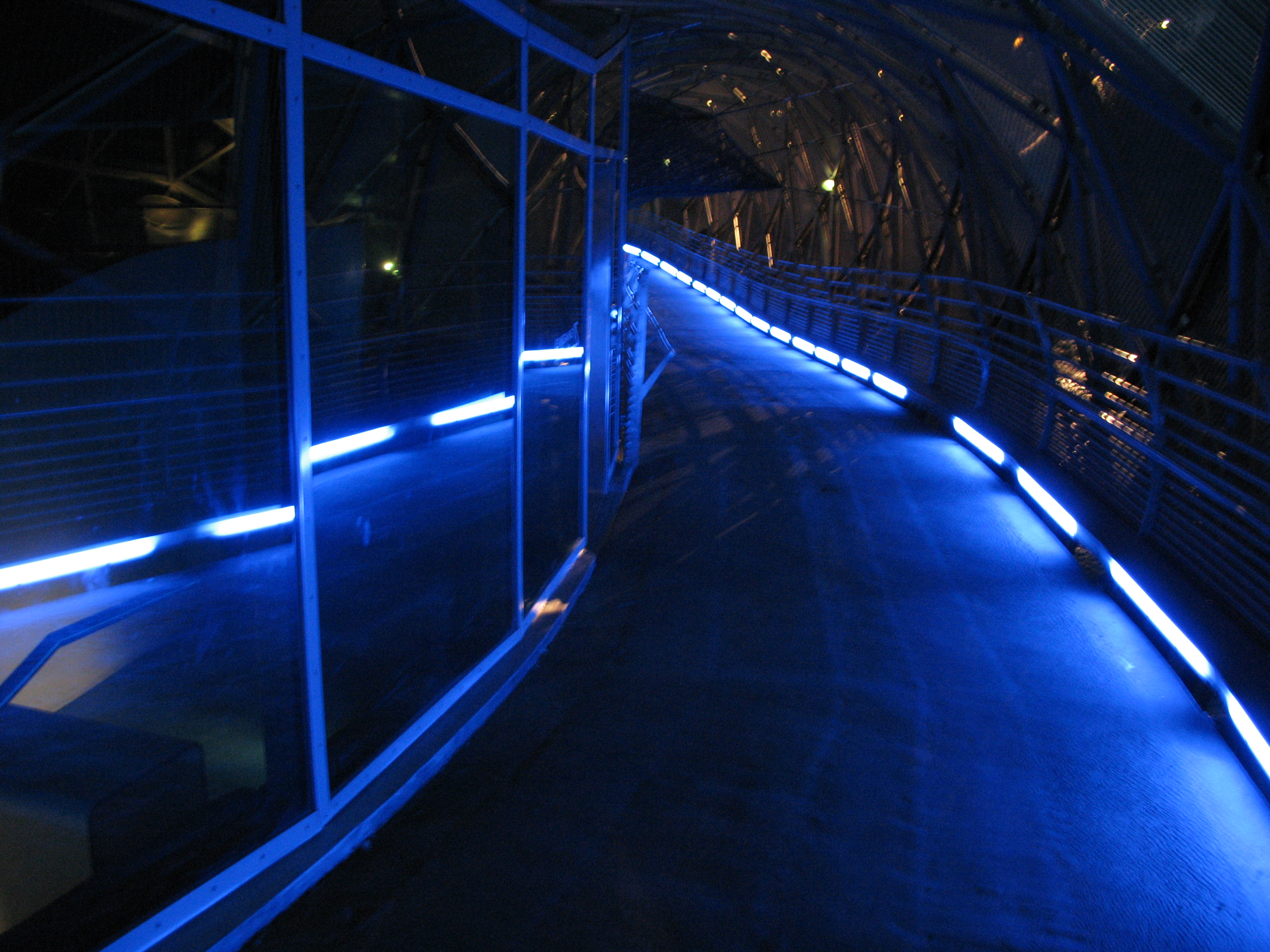